# Triunfo del Sacramento
Triunfo del Sacramento (también conocido como Apoteosis de la Eucaristía o Alegoría de la Eucaristía) es un cuadro del artista español Francisco de Herrera el Mozo, pintado al óleo sobre lienzo en 1655-1656. Fue creado para la Sala de Juntas de la Hermandad Sacramental del Santísimo Sacramento de la catedral de Sevilla, donde aún se conserva en la actualidad.

## Historia
Francisco de Herrera el Mozo realizó un viaje a Italia en algún momento entre 1647 (fecha en la que se sabe con seguridad que aún se encontraba en Sevilla) y 1653 (cuando ya hay constancia de su presencia en Madrid). Este viaje a Italia era conocido por una mención del pintor y tratadista Antonio Palomino en la biografía que escribió de Herrera (publicada en 1724), pero durante mucho tiempo se careció de una prueba documental que lo confirmara, hasta el hallazgo en fechas recientes de una serie de grabados firmados por Herrera en Roma en 1649. Esos años de estudio en Italia tuvieron una influencia determinante en la creación de su estilo pictórico y, por influencia suya, en la evolución de la pintura barroca en España a partir de su regreso.
En 1654 se encontraba ya en Madrid, donde pintó El triunfo de san Hermenegildo, obra de enorme importancia que jugaría un papel crucial en la adopción en España de las fórmulas propias del Barroco pleno. En 1655 retornó a Sevilla, tal vez a causa de la necesidad de gestionar la herencia de su padre, el pintor Francisco de Herrera el Viejo, fallecido poco tiempo antes. Ese año pintó el Triunfo del Sacramento para la nueva Sala de Juntas de la Hermandad Sacramental del Santísimo Sacramento de la catedral de Sevilla, entre noviembre (fecha en la que se pagó el lienzo para la obra) y diciembre (fecha en que se pagaron a Herrera 7.000 reales por ella). Una descripción de 15 de enero de 1656 de la nueva Sala de Juntas de la Hermandad menciona ya el gran cuadro, de más de 3 metros por cada lado, instalado en su sitio. Seguramente fue entonces cuando se añadió la fecha escrita en el cuadro: 1656. El proceso de creación del cuadro fue paralelo al de admisión del pintor en la Hermandad: su solicitud de ingreso lleva fecha de 21 de noviembre de 1655 y su recepción como hermano de 19 de diciembre de ese año.
El lienzo ha permanecido presidiendo la Sala de Juntas de la Hermandad que lo encargó desde entonces y hasta nuestros días.
La obra fue estudiada y reproducida a través de los diversos bocetos que Herrera acostumbraba a hacer o del propio original, y por ello diversas copias han llegado hasta nosotros. Una versión de gran calidad, que tal vez sea un boceto del autor, perteneció a la colección del marqués de Casa Torres, pasando posteriormente por herencia a la reina Fabiola de Bélgica. Se conocen al menos otras dos copias antiguas, además de un grabado de 1661 de Martín de Arteaga y Alfaro, que a su vez parece haber generado otras copias derivadas directamente de él.

## Análisis de la obra
La Iglesia católica abordó en el Concilio de Trento la controversia con los protestantes sobre el carácter sacrificial de la Misa. Sus definiciones sobre el tema fueron aprobadas en 1562. El Concilio mencionaba que esas definiciones estaban basadas en «esta antigua fe, fundada en el sacrosanto Evangelio, en las tradiciones de los Apóstoles y en la doctrina de los Santos Padres». La Iglesia defendía la llamada transubstanciación o conversión de las substancias del pan y vino eucarísticos en el cuerpo y sangre de Cristo, mientras los diversos grupos protestantes lo negaban.
La iconografía de la obra recoge esta temática y se inscribe dentro de la más estricta Contrarreforma. En posición central se representa una custodia eucarística envuelta en luz, cuya exaltación se ve acentuada por las figuras situadas alrededor de la Virgen María en adoración y de los Doctores de la Iglesia actuando como testigos que corroboran las ideas de la Iglesia acerca del dogma de la Eucaristía y constatan verdades teológicas. La presencia de la Virgen adorando el Sacramento muestra el doble carácter mariano y eucarístico del cuadro.
Como se ha mencionado, los personajes representados en la obra son, además de la Virgen María y diversos ángeles niños, los Doctores de la Iglesia. En primer término pueden reconocerse a san Agustín (con mitra de obispo) y a san Buenaventura (con hábito franciscano y capelo cardenalicio). Ambos están representados de espaldas y a contraluz, esto último característico de la obra de Herrera en los años 1653-1660. A la izquierda de estas figuras puede reconocerse a santo Tomás de Aquino (que habla con san Agustín), a san Gregorio y a san Ambrosio dialogando, y a san Jerónimo escribiendo bajo la inspiración de la visión del Sacramento.
El Triunfo del Sacramento es un cuadro capital del momento inicial de la madurez artística de Francisco de Herrera el Mozo y un ejemplo soberbio de su lenguaje en esos años. El historiador del arte Alfonso E. Pérez Sánchez, ex director del Museo del Prado, dijo del cuadro que «representa quizá la culminación de este tiempo, por la espléndida belleza de su colorido cálido y centelleante, y por la eficacia de las grandes figuras a contraluz, aquí audazmente colocadas de espaldas, creando un espacio circular ideal, en torno al sacramento, a cuyo alrededor revolotean unos ángeles niños disueltos por completo en el destello luminoso que despide la custodia.»
La composición del cuadro es la más barroca de Francisco de Herrera el Mozo y aquella que evidencia mejor lo aprendido en su etapa italiana. El gran dinamismo de la obra se obtiene gracias a las actitudes nerviosas de los personajes, el movimiento muy vivaz en atrevidos escorzos de los ángeles niños y la violencia de las diagonales de la composición.